# Kommunale Konflikte in Nigeria
Kommunale Konflikte in Nigeria ist eine Einteilungskategorie in Artikeln wie „Liste von Terroranschlägen in Nigeria“ zur Abgrenzung von Terroranschlägen durch islamistische Extremisten, die dort unter dem Begriff  „Scharia-Konflikt“ zusammengefasst werden. Der Verfasser definiert die „kommunalen Konflikte in Nigeria“ als „bewaffnete Auseinandersetzungen zwischen Mitgliedern verschiedener Gemeinden und Kommunen, die oftmals in kulturellen und ethnischen Differenzen oder Streitigkeiten um Land begründet sind. Die Konflikte, welche religiös, kulturell oder ethnisch motiviert sind, werden als ethno-religiöse Konflikte bezeichnet; darunter gibt es viele Fälle von religiöser Gewalt zwischen Christen und Muslimen in Nigeria. Darüber hinaus gibt es auch sogenannte Bauern-Hirten-Konflikte, die von Streitigkeiten um Land und Vieh verursacht werden: diese finden statt zwischen den nomadischen Hirtenvölkern der Fulbe und Hausa und den sesshaften Bauern, meist Adara, Berom, Tiv und Tarok.“
Der Begriff „kommunale Konflikte in Nigeria“ deckt sich mit dem englischen Artikel in Wikipedia, wird aber bemängelt (siehe „Kritik“).

## Konflikte zwischen Bauern und Hirten
Zu den kommunalen Konflikten rechnet man auch den (eigentlich regionalen) Konflikt zwischen moslemischen Hirten der Fulani und moslemischen und christlichen Bauern diverser Volksgruppen. Bei diesem Konflikt spielen aber auch Unterschiede im Entwicklungsstand, der Sesshaftigkeit, der Religion und der ethnischen Zugehörigkeit eine Rolle, außerdem wirken sich hier (eher globale Aspekte wie) Klimawandel und Bodenerosion aus.

## Ethno-religiöse Konflikte
Religiöse und ethnische Konflikte entladen sich oftmals in bewaffneten Auseinandersetzungen und Ausschreitungen. Im Jahr 2000 starben bei ethnisch motivierten Unruhen in Lagos fast hundert Menschen.

## Kritik
Es wird bezweifelt, ob Terroranschläge „Konflikte“ im eigentlichen Sinn sind. Wenn man den Begriff weit fasst, sind sie einseitige Konflikte.
Der obigen Definition fehlt es an Präzision, da 
1. die Kontrahenten nur dadurch spezifiziert werden, dass sie „Mitglieder verschiedener Gemeinden und Kommunen“ sind und
2. der Konflikt „kulturelle und ethnische Differenzen oder Streitigkeiten um Land“ betrifft.

Die Definition wird darum als unspezifisch empfunden. In der Definition bleibt auch offen, ob die Gemeinden / Kommunen selbst aktive Kontrahenten sind und ihre Mitglieder in den Konflikt schicken oder die Mitglieder selbst die Kontrahenten sind, aber eben zufälligerweise in unterschiedlichen Gemeinden angemeldet sind.
Das oben angeführte Beispiel aus Lagos im Jahr 2000 fand nicht zwischen Kontrahenten verschiedener Gemeinden, sondern der gleichen Gemeinde, nämlich Lagos, statt. Dies widerspricht Punkt 1 der Definition.
Die Terroranschläge der Fulani, die 2023 90 % der oben angeführten Liste ausmachten, werden von Nicht-Sesshaften ausgeführt, Menschen also, die nicht Mitglied einer Gemeinde oder Kommune sind. Auch dies widerspricht Punkt 1 der Definition. Die Interessen der Hirten und der Bauern kollidieren tatsächlich ungeachtet, ob sie wohl oder nicht der gleichen Gemeinde entstammen. Damit stellt sich beim Adjektiv „kommunal“ die Sinnfrage.
Auch der Begriff „ethno-religiöse Konflikte“ wird bemängelt. Da diese Kategorie „kommunal/ethno-religiös“ in der oben genannten Liste zur Abgrenzung von der Kategorie „Scharia-Konflikt“ dient (in der Anschläge durch islamistische Extremisten zusammenfasst werden), stellt sich zwangsläufig die Frage, ob solche „Scharia-Konflikte“ nicht auch „ethno-religiöse Konflikte“ sind und beide Kategorien nicht einfach dasselbe beschreiben.